# Acusaciones de genocidio en el Dombás
Las acusaciones de genocidio en el Dombás por parte de Rusia son una serie de acusaciones contra el Gobierno ucraniano sobre supuestas acciones genocidas contra la población prorrusa del país, siendo esta una de las razones argüidas para justificar la invasión a Ucrania en 2022.
En la Corte Internacional de Justicia (CIJ), Ucrania presentó una demanda contra Rusia por tales acusaciones, sobre las que los tribunales no hallaron evidencias que sustenten las acusaciones rusas. Acto seguido, instaron al Gobierno del Kremlin a «suspender de inmediato las acciones militares» contra el país vecino.
Ucrania presentó el argumento, contrariamente a las acusaciones de Rusia, de que no existe un genocidio en las regiones de Lugansk y Donetsk, al este del país. Rusia reconoció la independencia de la República Popular de Lugansk y la República Popular de Donetsk sobre la base de las acusaciones de genocidio, y posteriormente invocó las mismas acusaciones para comenzar una «operación militar especial» en el país. Ucrania presentó una solicitud ante la Corte Internacional de Justicia buscando que esta determinara que Rusia no tiene base legal para «tomar medidas en y contra Ucrania con el fin de prevenir y castigar cualquier supuesto genocidio». El 16 de marzo de 2022, la Corte dictaminó que Rusia debía «suspender inmediatamente las operaciones militares» en Ucrania.
Ucrania también acusó a Rusia de planear «actos de genocidio en Ucrania» y aseguró que las Fuerzas Armadas de Rusia "mataron e hirieron gravemente intencionalmente a miembros de nacionalidad ucraniana", de conformidad con el artículo II de la Convención para la Prevención y la Sanción del Delito de Genocidio.
En un informe elaborado por treinta académicos especializados en leyes jurídicas y genocidios afirmaron que las acusaciones rusas son en realidad «una acusación en el espejo» (en), sirviendo a la Federación de Rusia para incitar al genocidio contra los ucranianos.

## Acusaciones

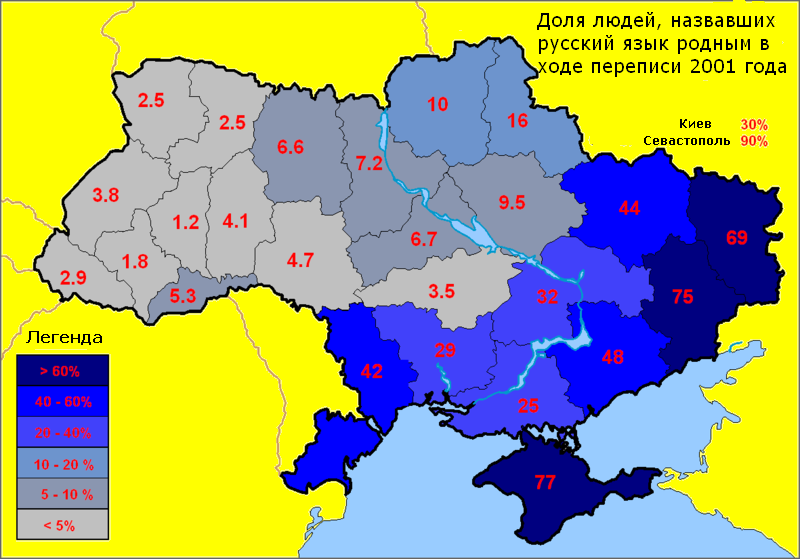
Proporción de residentes que hablaban ruso como su lengua materna, por región (censo de 2001).

En Ucrania hay una importante comunidad rusófona que reside en los óblast del este y del sur, siendo mayoría en Donetsk y Lugansk. A comienzos de 2014, quien fuera presidente, el prorruso Víktor Yanukóvich huyó a Rusia en medio de las protestas del Euromaidán de la población proeuropeísta. En consecuencia, las dos provincias declararon unilateralmente la independencia dando inicio a la Guerra del Dombás.
Al mismo tiempo, el recién establecido gobierno proeuropeo de Ucrania buscó «garantizar el funcionamiento del ucraniano como idioma estatal». Con este fin, la Rada Suprema (Parlamento) intentó derogar la llamada Ley Kiválov-Kolesnichenko de 2012. Pero el entonces presidente interino de la Rada Suprema Oleksandr Turchínov no firmó la decisión del Parlamento, citando la necesidad de redactar una nueva ley. Esta ley fue aprobada por la Rada Suprema el 25 de abril de 2019, entrando en vigor en julio del mismo año. Sin embargo, el Gobierno ruso ha seguido acusando al ucraniano de «perseguir y reprimir» a la población rusófona.
En redes sociales se difundió un fragmento de un discurso dado por el expresidente ucraniano Petró Poroshenko sacado de contexto donde parece afirmar, entre otras cosas, que hará a los niños del Dombás dormir en sótanos y que restringirá a los habitantes del Dombás gozar de cualquier servicio público. En su discurso completo, Poroshenko no afirma que Ucrania maltratará a los residentes del Dombás, sino que la ocupación del Dombás por militantes prorrusos hace sufrir a los locales, y que por ello al comparar sus pésimas condiciones de vida con las de los habitantes de Ucrania, esta podría ganar la guerra del Dombás por mero descontento popular en el bando contrario.
En enero de 2017, treinta y tres diputados ucranianos propusieron un proyecto de ley para el idioma oficial que debía ser aprobado en la Rada Suprema con el objetivo de que el ucraniano fuese lengua vehicular. Esta propuesta provocó indignación en Rusia. De hecho, varios legisladores criticaron el proyecto de «masacre lingüística perpetrada por los nacionalistas ucranianos».
El 10 de diciembre de 2021, Vladímir Putin declaró en una conversación con la Sociedad Civil y el Comité de Derechos Humanos: «Podemos ver claramente la situación del Dombás. Por supuesto, es una reminiscencia de lo que habéis mencionado: genocidio».
En total, alrededor de 14.300 personas murieron en la Guerra del Dombás, tanto soldados como civiles. Según la Oficina del Alto Comisionado de las Naciones Unidas para los Derechos Humanos, 6.500 eran fuerzas rusas, 4.400 fuerzas ucranianas y 3.404 civiles de ambos lados del frente. La gran mayoría de las muertes de civiles se produjeron durante el primer año, y la tasa de mortalidad en la Guerra del Dombás, de hecho, estaba disminuyendo antes de la invasión rusa de 2022: en 2019 hubo 27 muertes de civiles relacionadas con el conflicto, en 2020, 26, y en 2021, 25, más de la mitad por minas y municiones sin detonar.
El 23 de febrero de 2022, ante la escalada de las tensiones en la frontera ruso-ucraniana, el Gobierno ucraniano hizo un llamamiento a la comunidad internacional en la Asamblea General de las Naciones Unidas con el fin de que detuviesen los planes de agresión. El representante permanente de Rusia declaró: «en vista del evidente genocidio, el derecho a la vida, como el más importante de todos los derechos humanos, está siendo violentado, y nuestro país no puede permanecer indiferente respecto al destino de los cuatro millones de personas del Dombás».
Al día siguiente se produciría la invasión a gran escala de Ucrania y Putin se dirigiría mediante un mensaje televisado en el que justificaría el inicio del conflicto: «El "autodenominado" mundo civilizado ha preferido mirar hacia otro lado como si el terrible genocidio que cuatro millones está sufriendo nunca hubiese sucedido», y añadió: «Rusia debe empezar las "operaciones militares especiales" (sic) para proteger aquellos que sufren acoso y persecuciones en el este de Ucrania».
Durante una reunión en la Comisión de Derechos Humanos con Putin llevada a cabo el 29 de marzo, este insistía en el «maltrato» en las regiones rusófonas y añadió: «la "rusofobia" es la causa del genocidio, y el primer paso es tomar medidas extremas, y no permitir que se minimice».
Yevgueni Prigozhin, líder del grupo mercenario Wagner combatiente por el bando ruso realizó unas declaraciones en las que contradijo las acusaciones del Kremlin al afirmar que: «no hubo ninguna escalada del conflicto por parte de Ucrania antes del 24 de febrero [de 2022] al igual que tampoco hubo planes de invadir ni Rusia ni el Dombás».

## Reacciones
Sin embargo, la OSCE, organismo que ha estado monitorizando el conflicto de Ucrania desde 2014, declaró que no han hallado evidencias que respalden la postura rusa de un supuesto «exterminio sistemático de la población prorrusa del Dombás».
El 26 de febrero de 2022, el Gobierno ucraniano presentó una demanda ante la Corte Internacional de Justicia en la que afirmó que las acusaciones de genocidio recibidas son falsas y que no suponen justificaciones legales para iniciar una invasión. El 16 de marzo, la CIJ exhortó a Rusia a que cesase de inmediato las operaciones militares declarando que «Ucrania tiene el derecho razonable a no aceptar ninguna acción militar en su territorio por parte de la Federación Rusa con el pretexto de castigar a estos por un supuesto "genocidio"».
Melanie O'Brien, presidenta de la Asociación Internacional de Académicos del Genocidio o IAGS publicó una declaración ante la agencia Reuters en la que condenó la «apropiación indebida y abuso del término genocidio» y añadió que Rusia infringió dos artículos de la Convención de Ginebra de 1948.

No hay ninguna evidencia real de que se estuviese produciendo un genocidio en Ucrania.

Más directo fue el canciller alemán Olaf Scholz, quien definió las acusaciones de Putin de «ridículas», y que «no existen pruebas de ningún genocidio en el este de Ucrania».